# Студенческая улица (Великий Новгород)
Студе́нческая — одна из улиц Великого Новгорода. Находится в северной части Торговой стороны, на территории бывшей Антониевской слободы.
Проходит от ворот Антониева монастыря (по территории бывшей Антониевской слободы) до промзоны в районе улицы Московской. Пересекается с Парковой, Донецкой, Большой Московской и Хутынской улицами. Протяжённость — 1400 м.
В XIX—XX вв. назвалась Антониевской. В 1920-е—1940-е годы небольшой участок Студенческой, проходящий вдоль Волхова до монастыря назывался Миллионным переулком. Современное название улица получила в 1958 году в честь студентов Новгородского пединститута (сейчас — Гуманитарный институт НовГУ), который располагался в монастыре, в здании Новгородской духовной семинарии.
В настоящее время на улице, кроме жилых домов, находятся:
- лицей-интернат
- гостиница «Парк Инн Великий Новгород» (бывшая Гостиница «Береста-Палас»)
- общеобразовательная школа № 14
- новгородский Таксопарк
- в средней части с юга прилегает Парк 30-летия Октября.

До строительства в 1991 году гостиницы «Береста-Палас», на улице находилась также часть спортивных площадок стадиона «Электрон» (теперь — стадион «Центральный»)